# Литванија на Олимпијским играма
Литванија се први пут појавила на Олимпијским играма 1924. године, после проглашења независност од Руског царства 1918. године. На игре у Паризу Литванија је послала 13 спортиста, 11 фудбалера и два бициклиста. 
Фудбалери су стигли у Париз на само дан пре утакмице коју је требало да играју против репрезентације Швајцарске, и изгубили су са 9:0. Бициклисти нису успели да заврше трку на 188 km због техничких проблема. 
На Зимским олимпијским играма Литванија је први пут учествовала 1928. године а од поновног проглашења независности од Совјетског Савеза учествовала је на свим наредним играма.
Литванија није никада била домаћин олимпијских игара. Национални олимпијски комитет Литваније (Lietuvos tautiniame olimpiniame komitete) је основан 1924. а признат од стране Међународног олимпијског комитета 1991. године.
У периоду од 1940. па до 1990. године спортисти из Литваније су учествовали на играма као део тима Совјетског Савеза. У том периоду је 86 Литванаца било на играма и освојили су 60 медаља, 57 на летњим и 3 на зимским олимпијским играма. После проглашења поновне независности, овога пута од Совјетског Савеза, 1990. спортисти из Литваније су учествовали на свим наредним Олимпијским играма.

## Медаље

### Освојене медаље на ЛОИ
| Учешће и освојене медаље Литваније на ЛОИ |                                |                                |                                |                                |                                |                                |                                |                                |                                |                                |
| ЛОИ                                       | Носилац заставе                | Учешће                         | Муш.                           | Жене                           | спорт.                         | Злато                          | Сребро                         | Бронза                         | Укупно                         | Ранг                           |
| 1920. Антверпен                           | Литванија није учествовала     | Литванија није учествовала     | Литванија није учествовала     | Литванија није учествовала     | Литванија није учествовала     | Литванија није учествовала     | Литванија није учествовала     | Литванија није учествовала     | Литванија није учествовала     | Литванија није учествовала     |
| 1924. Париз                               |                                |                                |                                |                                |                                | 0                              | 0                              | 0                              | 0                              |                                |
| 1928. Амстердам                           |                                |                                |                                |                                |                                | 0                              | 0                              | 0                              | 0                              |                                |
| 1932. Лос Анђелес                         | Литванија није учествовала     | Литванија није учествовала     | Литванија није учествовала     | Литванија није учествовала     | Литванија није учествовала     | Литванија није учествовала     | Литванија није учествовала     | Литванија није учествовала     | Литванија није учествовала     | Литванија није учествовала     |
| 1936. Берлин                              | Литванија није учествовала     | Литванија није учествовала     | Литванија није учествовала     | Литванија није учествовала     | Литванија није учествовала     | Литванија није учествовала     | Литванија није учествовала     | Литванија није учествовала     | Литванија није учествовала     | Литванија није учествовала     |
| 1948. Лондон                              | Као део тима Совјетског Савеза | Као део тима Совјетског Савеза | Као део тима Совјетског Савеза | Као део тима Совјетског Савеза | Као део тима Совјетског Савеза | Као део тима Совјетског Савеза | Као део тима Совјетског Савеза | Као део тима Совјетског Савеза | Као део тима Совјетског Савеза | Као део тима Совјетског Савеза |
| 1952. Хелсинки                            | Као део тима Совјетског Савеза | Као део тима Совјетског Савеза | Као део тима Совјетског Савеза | Као део тима Совјетског Савеза | Као део тима Совјетског Савеза | Као део тима Совјетског Савеза | Као део тима Совјетског Савеза | Као део тима Совјетског Савеза | Као део тима Совјетског Савеза | Као део тима Совјетског Савеза |
| 1956. Мелбурн и Стокхолм                  | Као део тима Совјетског Савеза | Као део тима Совјетског Савеза | Као део тима Совјетског Савеза | Као део тима Совјетског Савеза | Као део тима Совјетског Савеза | Као део тима Совјетског Савеза | Као део тима Совјетског Савеза | Као део тима Совјетског Савеза | Као део тима Совјетског Савеза | Као део тима Совјетског Савеза |
| 1960. Рим                                 | Као део тима Совјетског Савеза | Као део тима Совјетског Савеза | Као део тима Совјетског Савеза | Као део тима Совјетског Савеза | Као део тима Совјетског Савеза | Као део тима Совјетског Савеза | Као део тима Совјетског Савеза | Као део тима Совјетског Савеза | Као део тима Совјетског Савеза | Као део тима Совјетског Савеза |
| 1964. Токио                               | Као део тима Совјетског Савеза | Као део тима Совјетског Савеза | Као део тима Совјетског Савеза | Као део тима Совјетског Савеза | Као део тима Совјетског Савеза | Као део тима Совјетског Савеза | Као део тима Совјетског Савеза | Као део тима Совјетског Савеза | Као део тима Совјетског Савеза | Као део тима Совјетског Савеза |
| 1968. Мексико Сити                        | Као део тима Совјетског Савеза | Као део тима Совјетског Савеза | Као део тима Совјетског Савеза | Као део тима Совјетског Савеза | Као део тима Совјетског Савеза | Као део тима Совјетског Савеза | Као део тима Совјетског Савеза | Као део тима Совјетског Савеза | Као део тима Совјетског Савеза | Као део тима Совјетског Савеза |
| 1972. Минхен                              | Као део тима Совјетског Савеза | Као део тима Совјетског Савеза | Као део тима Совјетског Савеза | Као део тима Совјетског Савеза | Као део тима Совјетског Савеза | Као део тима Совјетског Савеза | Као део тима Совјетског Савеза | Као део тима Совјетског Савеза | Као део тима Совјетског Савеза | Као део тима Совјетског Савеза |
| 1976. Монтреал                            | Као део тима Совјетског Савеза | Као део тима Совјетског Савеза | Као део тима Совјетског Савеза | Као део тима Совјетског Савеза | Као део тима Совјетског Савеза | Као део тима Совјетског Савеза | Као део тима Совјетског Савеза | Као део тима Совјетског Савеза | Као део тима Совјетског Савеза | Као део тима Совјетског Савеза |
| 1980. Москва                              | Као део тима Совјетског Савеза | Као део тима Совјетског Савеза | Као део тима Совјетског Савеза | Као део тима Совјетског Савеза | Као део тима Совјетског Савеза | Као део тима Совјетског Савеза | Као део тима Совјетског Савеза | Као део тима Совјетског Савеза | Као део тима Совјетског Савеза | Као део тима Совјетског Савеза |
| 1984. Лос Анђелес                         | Као део тима Совјетског Савеза | Као део тима Совјетског Савеза | Као део тима Совјетског Савеза | Као део тима Совјетског Савеза | Као део тима Совјетског Савеза | Као део тима Совјетског Савеза | Као део тима Совјетског Савеза | Као део тима Совјетског Савеза | Као део тима Совјетског Савеза | Као део тима Совјетског Савеза |
| 1988. Сеул                                | Као део тима Совјетског Савеза | Као део тима Совјетског Савеза | Као део тима Совјетског Савеза | Као део тима Совјетског Савеза | Као део тима Совјетског Савеза | Као део тима Совјетског Савеза | Као део тима Совјетског Савеза | Као део тима Совјетског Савеза | Као део тима Совјетског Савеза | Као део тима Совјетског Савеза |
| 1992. Барселона                           |                                |                                |                                |                                |                                | 1                              | 0                              | 1                              | 2                              |                                |
| 1996. Атланта                             |                                |                                |                                |                                |                                | 0                              | 0                              | 1                              | 1                              |                                |
| 2000. Сиднеј                              |                                |                                |                                |                                |                                | 2                              | 0                              | 3                              | 5                              |                                |
| 2004. Атина                               |                                |                                |                                |                                |                                | 1                              | 2                              | 0                              | 3                              |                                |
| 2008. Пекинг                              |                                |                                |                                |                                |                                | 0                              | 3                              | 2                              | 5                              |                                |
| 2012. Лондон                              |                                |                                |                                |                                |                                | 2                              | 1                              | 3                              | 6                              |                                |
| 2016. Рио де Жанеиро                      |                                |                                |                                |                                |                                | 0                              | 1                              | 3                              | 4                              |                                |
| 2020. Токио                               |                                |                                |                                |                                |                                |                                |                                |                                |                                |                                |
| 2024. Париз                               |                                |                                |                                |                                |                                |                                |                                |                                |                                |                                |
| 2028. Лос Анђелес                         | предстојећи догађај            |                                |                                |                                |                                |                                |                                |                                |                                |                                |
| 2032. Бризбејн                            | предстојећи догађај            |                                |                                |                                |                                |                                |                                |                                |                                |                                |
| Укупно                                    |                                |                                |                                |                                |                                | 6                              | 7                              | 13                             | 26                             |                                |

### Освајачи медаља на ЛОИ
| Бр. | Медаља | Име | Игре                 | Спорт           | Дисциплина                  | Ж | М |
| --- | ------ | --- | -------------------- | --------------- | --------------------------- | - | - |
| 1.  |        | Ромас Убартас | Барселона 1992.      | Атлетика        | бацање диска                | − | м |
| 2.  |        | Виргилијус Алекна | Сиднеј 2000.         | Атлетика        | бацање диска                | − | м |
| 3.  |        | Даина Гудзиневичиуте | Сиднеј 2000.         | Стрељаштво      | трап                        | ж | − |
| 4.  |        | Виргилијус Алекна | Атина 2004.          | Атлетика        | бацање диска                | − | м |
| 5.  |        | Лаура Асадаускајте | 2012. Лондон         | Модерни петобој | Модерни петобој             | ж | − |
| 6.  |        | Рута Мејлутите | 2012. Лондон         | Пливање         | 100 м прсно                 | ж | − |
| 1.  |        | Аустра Скујите | Атина 2004.          | Атлетика        | седмобој                    | ж | − |
| 2.  |        | Андрејус Заднепровскис | Атина 2004.          | Модерни петобој | Модерни петобој             | − | м |
| 3.  |        | Едвинас Крунголкас | Пекинг 2008.         | Модерни петобој | Модерни петобој             | − | м |
| 4.  |        | Гинтаре Волунгевичијуте | Пекинг 2008.         | Једрење         | класа ласер радијал         | ж | − |
| 5.  |        | Миндаугас Мизгаитис | Пекинг 2008.         | Рвање           | до 120 кг грчко римски стил | − | м |
| 6.  |        | Јевгенијус Шуклинас | 2012. Лондон         | Кајак и кану    | Ц−1 200 м                   | − | м |
| 7.  |        | Миндаугас Гришконис, Саулиус Ритер | 2016. Рио де Жанеиро | Веслање         | дубл скул                   | − | м |
| 1.  |        | Састав екипе - Арвидас Паздраздис Арунас Висоцкас Дариус Димавичиус Романас Браздаускас Гинтарас Крапикас Римас Куртинаитис Арвидас Сабонис Артурас Карнишовас Шарунас Марчулионис Гинтарас Еникис Сергејус Јовајша Валдемарас Хомичус         | Барселона 1992.      | Кошарка         | Кошарка                     | − | м |
| 2.  |        | Састав екипе - Арвидас Сабонис Шарунас Марчулионис Римас Куртинаитис Гинтарас Еникис Артурас Карнишовас Дариус Лукминас Саулиус Штомбергас Еурелијус Жукаускас Миндаугас Жукаускас Андриус Јуркунас Ритис Ваишвила Томас Пачесас               | Атланта 1996.        | Кошарка         | Кошарка                     | − | м |
| 3.  |        | Састав екипе - Саулиус Штомбергас Миндаугас Тиминскас Еурелијус Жукаускас Дариус Масколиунас Рамунас Шишкаускас Гинтарас Еникис Даријус Сонгајла Шарунас Јасикевичијус Кејстут Марчуљонис Томас Масиулис Даинијус Адомаитис Андриус Гиедраитис | Сиднеј 2000.         | Кошарка         | Кошарка                     | − | м |
| 4.  |        | Диана Жилиуте | Сиднеј 2000.         | Бициклизам      | друмска трка                | ж | − |
| 5.  |        | Кристина Поплавскаја, Бируте Шакицкиене | Сиднеј 2000.         | Веслање         | дубл скул                   | ж | − |
| 6.  |        | Виргилијус Алекна | Пекинг 2008.         | Атлетика        | бацање диска                | − | м |
| 7.  |        | Андрејус Заднепровскис | Пекинг 2008.         | Модерни петобој | Модерни петобој             | − | м |
| 8.  |        | Евалдас Петраускас | 2012. Лондон         | Бокс            | мува                        | − | м |
| 9.  |        | Аустра Скујите | 2012. Лондон         | Атлетика        | седмобој                    | ж | − |
| 10. |        | Александр Казакевич | 2012. Лондон         | Рвање           | до 74 кг грчко римски стил  | − | м |
| 11. |        | Милда Валчиукаите, Доната Виштартаите | 2016. Рио де Жанеиро | Веслање         | дубл скул                   | ж | − |
| 12. |        | Ауримас Диџбалис | 2016. Рио де Жанеиро | Дизање тегова   | до 94 кг                    | − | м |
| 13. |        | Ауримас Ланкас, Едвинас Раманаускас | 2016. Рио де Жанеиро | Кајак и кану    | К-2 200 м                   | − | м |

### Освојене медаље на ЗОИ
| Учешће и освојене медаље Литваније на ЗОИ |                                |                                |                                |                                |                                |                                |                                |                                |                                |                                |
| ЛОИ                                       | Носилац заставе                | Учешће                         | Муш.                           | Жене                           | спорт.                         | Злато                          | Сребро                         | Бронза                         | Укупно                         | Ранг                           |
| 1924. Шамони                              | Литванија није учествовала     | Литванија није учествовала     | Литванија није учествовала     | Литванија није учествовала     | Литванија није учествовала     | Литванија није учествовала     | Литванија није учествовала     | Литванија није учествовала     | Литванија није учествовала     | Литванија није учествовала     |
| 1928. Санкт Мориц                         |                                |                                |                                |                                |                                | 0                              | 0                              | 0                              | 0                              |                                |
| 1932. Лејк Плесид                         | Литванија није учествовала     | Литванија није учествовала     | Литванија није учествовала     | Литванија није учествовала     | Литванија није учествовала     | Литванија није учествовала     | Литванија није учествовала     | Литванија није учествовала     | Литванија није учествовала     | Литванија није учествовала     |
| 1936. Гармиш-Партенкирхен                 | Литванија није учествовала     | Литванија није учествовала     | Литванија није учествовала     | Литванија није учествовала     | Литванија није учествовала     | Литванија није учествовала     | Литванија није учествовала     | Литванија није учествовала     | Литванија није учествовала     | Литванија није учествовала     |
| 1948. Санкт Мориц                         | Као део тима Совјетског Савеза | Као део тима Совјетског Савеза | Као део тима Совјетског Савеза | Као део тима Совјетског Савеза | Као део тима Совјетског Савеза | Као део тима Совјетског Савеза | Као део тима Совјетског Савеза | Као део тима Совјетског Савеза | Као део тима Совјетског Савеза | Као део тима Совјетског Савеза |
| 1952. Осло                                | Као део тима Совјетског Савеза | Као део тима Совјетског Савеза | Као део тима Совјетског Савеза | Као део тима Совјетског Савеза | Као део тима Совјетског Савеза | Као део тима Совјетског Савеза | Као део тима Совјетског Савеза | Као део тима Совјетског Савеза | Као део тима Совјетског Савеза | Као део тима Совјетског Савеза |
| 1956. Кортина д'Ампецо                    | Као део тима Совјетског Савеза | Као део тима Совјетског Савеза | Као део тима Совјетског Савеза | Као део тима Совјетског Савеза | Као део тима Совјетског Савеза | Као део тима Совјетског Савеза | Као део тима Совјетског Савеза | Као део тима Совјетског Савеза | Као део тима Совјетског Савеза | Као део тима Совјетског Савеза |
| 1960. Скво Вали                           | Као део тима Совјетског Савеза | Као део тима Совјетског Савеза | Као део тима Совјетског Савеза | Као део тима Совјетског Савеза | Као део тима Совјетског Савеза | Као део тима Совјетског Савеза | Као део тима Совјетског Савеза | Као део тима Совјетског Савеза | Као део тима Совјетског Савеза | Као део тима Совјетског Савеза |
| 1964. Инзбрук                             | Као део тима Совјетског Савеза | Као део тима Совјетског Савеза | Као део тима Совјетског Савеза | Као део тима Совјетског Савеза | Као део тима Совјетског Савеза | Као део тима Совјетског Савеза | Као део тима Совјетског Савеза | Као део тима Совјетског Савеза | Као део тима Совјетског Савеза | Као део тима Совјетског Савеза |
| 1968. Гренобл                             | Као део тима Совјетског Савеза | Као део тима Совјетског Савеза | Као део тима Совјетског Савеза | Као део тима Совјетског Савеза | Као део тима Совјетског Савеза | Као део тима Совјетског Савеза | Као део тима Совјетског Савеза | Као део тима Совјетског Савеза | Као део тима Совјетског Савеза | Као део тима Совјетског Савеза |
| 1972. Сапоро                              | Као део тима Совјетског Савеза | Као део тима Совјетског Савеза | Као део тима Совјетског Савеза | Као део тима Совјетског Савеза | Као део тима Совјетског Савеза | Као део тима Совјетског Савеза | Као део тима Совјетског Савеза | Као део тима Совјетског Савеза | Као део тима Совјетског Савеза | Као део тима Совјетског Савеза |
| 1976. Инзбрук                             | Као део тима Совјетског Савеза | Као део тима Совјетског Савеза | Као део тима Совјетског Савеза | Као део тима Совјетског Савеза | Као део тима Совјетског Савеза | Као део тима Совјетског Савеза | Као део тима Совјетског Савеза | Као део тима Совјетског Савеза | Као део тима Совјетског Савеза | Као део тима Совјетског Савеза |
| 1980. Лејк Плесид                         | Као део тима Совјетског Савеза | Као део тима Совјетског Савеза | Као део тима Совјетског Савеза | Као део тима Совјетског Савеза | Као део тима Совјетског Савеза | Као део тима Совјетског Савеза | Као део тима Совјетског Савеза | Као део тима Совјетског Савеза | Као део тима Совјетског Савеза | Као део тима Совјетског Савеза |
| 1984. Сарајево                            | Као део тима Совјетског Савеза | Као део тима Совјетског Савеза | Као део тима Совјетског Савеза | Као део тима Совјетског Савеза | Као део тима Совјетског Савеза | Као део тима Совјетског Савеза | Као део тима Совјетског Савеза | Као део тима Совјетског Савеза | Као део тима Совјетског Савеза | Као део тима Совјетског Савеза |
| 1988. Калгари                             | Као део тима Совјетског Савеза | Као део тима Совјетског Савеза | Као део тима Совјетског Савеза | Као део тима Совјетског Савеза | Као део тима Совјетског Савеза | Као део тима Совјетског Савеза | Као део тима Совјетског Савеза | Као део тима Совјетског Савеза | Као део тима Совјетског Савеза | Као део тима Совјетског Савеза |
| 1992. Албервил                            |                                |                                |                                |                                |                                | 0                              | 0                              | 0                              | 0                              |                                |
| 1994. Лилехамер                           |                                |                                |                                |                                |                                | 0                              | 0                              | 0                              | 0                              |                                |
| 1998. Нагано                              |                                |                                |                                |                                |                                | 0                              | 0                              | 0                              | 0                              |                                |
| 2002. Солт Лејк Сити                      |                                |                                |                                |                                |                                | 0                              | 0                              | 0                              | 0                              |                                |
| 2006. Торино                              |                                |                                |                                |                                |                                | 0                              | 0                              | 0                              | 0                              |                                |
| 2010. Ванкувер                            |                                |                                |                                |                                |                                | 0                              | 0                              | 0                              | 0                              |                                |
| 2014. Сочи                                |                                |                                |                                |                                |                                | 0                              | 0                              | 0                              | 0                              |                                |
| 2018. Пјонгчанг                           |                                |                                |                                |                                |                                | 0                              | 0                              | 0                              | 0                              |                                |
| 2022. Пекинг                              |                                |                                |                                |                                |                                |                                |                                |                                |                                |                                |
| 2026. Милано и Кортина                    | предстојећи догађај            |                                |                                |                                |                                |                                |                                |                                |                                |                                |
| 2030. Француски Алпи                      | предстојећи догађај            |                                |                                |                                |                                |                                |                                |                                |                                |                                |
| 2034. Солт Лејк Сити                      | предстојећи догађај            |                                |                                |                                |                                |                                |                                |                                |                                |                                |
| Укупно                                    |                                |                                |                                |                                |                                | 0                              | 0                              | 0                              | 0                              |                                |